# Fokker F26

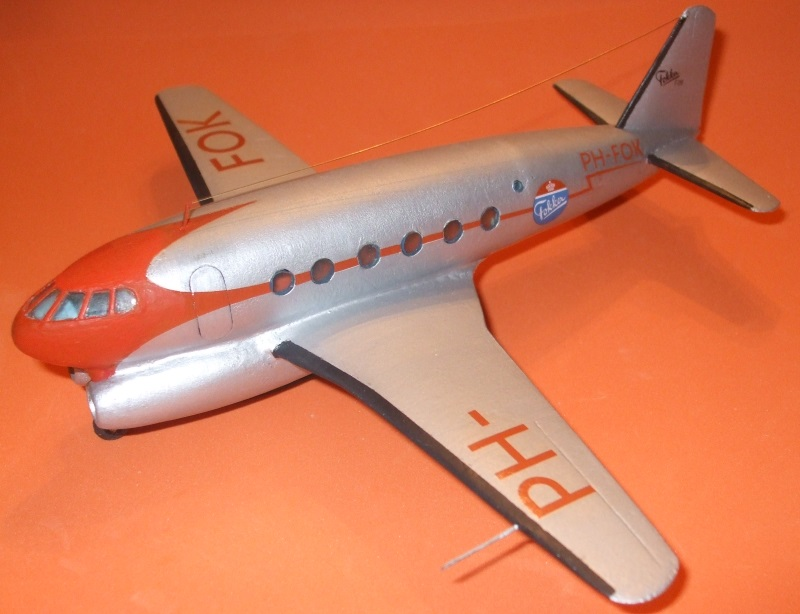
Maquette du Fokker F26.

Le Fokker F26 Phantom est un projet d'avion de ligne à réaction présenté par l'avionneur néerlandais Fokker juste après la Seconde Guerre mondiale. Il aurait pu, s'il avait été réalisé, être le premier jet de ligne opérationnel au monde.
Le projet est présenté fin 1946 au premier salon du Bourget. C'est un tout petit avion (15,5 m de long, 27 passagers), propulsé par deux Rolls-Royce Nene placés sous la partie avant du fuselage.
KLM, sans le soutien duquel le projet est infinançable, doute que Fokker soit à même de développer seul un avion aussi innovant, et pousse Fokker à s'associer avec De Havilland. Si des discussions sont engagées entre les deux avionneurs, elles n'aboutissent pas, et De Havilland développe de son côté un avion beaucoup plus grand, le Comet. Il y a, rétrospectivement, une incertitude sur le statut du F26. Certaines sources d'époque affirment que Fokker démarchait activement les clients potentiels et promettait un premier vol en 1949, tandis que d'autres sources présentent le F26 comme une simple étude de faisabilité qui n'a jamais été destinée à une production en série.
Fokker réalisera finalement un avion court-courrier à réaction près de 20 ans plus tard, avec le Fokker F28 (premier vol en 1967).